# اردوگاه آشویتس
اردوگاه آشْویتس (به آلمانی: Auschwitz) (تلفظ [ˈʔaʊʃvɪts] ()) مجموعه‌ای از بیش از ۴۰ اردوگاه کار اجباری و اردوگاه مرگ بود که توسط آلمان نازی در لهستان اشغالی در دوران جنگ جهانی دوم اداره می‌شد و یکی از محل‌های وقوع هولوکاست محسوب می‌شود. این مجموعه شامل آشویتس ۱، اردوگاه اصلی (Stammlager) در اوش‌وینچیم، آشویتس ۲ -بیرکناو، یک اردوگاه کار اجباری و اردوگاه مرگ با اتاق گازها، آشویتس ۳-مونوویتز، یک اردوگاه کار برای کارخانهٔ شیمیایی ایی‌گه فاربن، و ده‌ها اردوگاه فرعی بود. این اردوگاه‌ها به یکی از مراکز اصلی اجرای راه‌حل نهایی نازی‌ها برای مسئلهٔ یهود تبدیل شدند.
پس از وقوع جنگ جهانی دوم و حملهٔ آلمان نازی به لهستان در سپتامبر ۱۹۳۹، اس‌اس اردوگاه آشویتس ۱ را که قبلاً یک پادگان نظامی بود، به یک اردوگاه اسیران جنگی تبدیل کرد. اولین گروه از زندانیان سیاسی که به آشویتس منتقل شدند، تقریباً به‌طور کامل از لهستانی‌ها تشکیل می‌شدند (اردوگاه ابتدا برای آنها تأسیس شد). در دو سال اول نیز، اکثر زندانیان لهستانی بودند. در ماه مه ۱۹۴۰، مجرمان آلمانی که به اردوگاه آورده شدند، به عنوان کارکنان، شهرت اردوگاه را به دلیل سادیسمی که داشتند تثبیت کردند. زندانیان به دلایل کوچک مورد ضرب و شتم، شکنجه و اعدام قرار گرفتند. اولین مرگ‌ها با گاز - از زندانیان شوروی و لهستانی - حدود ماه اوت ۱۹۴۱ در بلوک ۱۱ آشویتس ۱ اتفاق افتاد.
ساخت و ساز آشویتس ۲ در ماه بعد آغاز شد و از ۱۹۴۲ تا اواخر ۱۹۴۴ قطارهای باربری، یهودیان را از سراسر اروپای تحت اشغال آلمان نازی به اتاق‌های گاز این اردوگاه منتقل کردند. از ۱٫۳ میلیون نفر که به آشویتس منتقل شدند، ۱٫۱ میلیون نفر به قتل رسیدند. تعداد قربانیان شامل ۹۶۰٬۰۰۰ یهودی (۸۶۵٬۰۰۰ نفر از آنها در بدو ورود به اتاق‌های گاز رفتند)، ۷۴٬۰۰۰ لهستانی غیر یهودی، ۲۱٬۰۰۰ کولی، ۱۵٬۰۰۰ اسیر جنگی شوروی و تا ۱۵٬۰۰۰ نفر افراد دیگر می‌شود. کسانی که توسط گاز کشته نشدند از طریق گرسنگی، خستگی، بیماری، اعدام‌های فردی یا ضرب و شتم کشته شدند. دیگران در طول آزمایش‌های پزشکی جان باختند.
حداقل ۸۰۲ زندانی تلاش کردند فرار کنند که ۱۴۴ نفر موفق شدند، و در ۷ اکتبر ۱۹۴۴، دو واحد زوندرکماندو، شامل زندانیانی که اتاق‌های گاز را اداره می‌کردند، یک قیام ناموفق را آغاز کردند. پس از پایان هولوکاست، تنها ۷۸۹ نفر از کارکنان اس‌اس (بیش از ۱۵ درصد) به دادگاه احضار شدند. چند نفر از آنها اعدام شدند، از جمله فرمانده اردوگاه رودلف هوس. ناکامی متفقین در پاسخ به گزارش‌های اولیه از کشتار جمعی با بمباران اردوگاه یا راه‌آهن‌های آن همچنان موضوعی جنجالی است.
هنگامی که ارتش سرخ شوروی در ژانویهٔ ۱۹۴۵، نزدیک پایان جنگ، به آشویتس نزدیک شد، اس‌اس بیشتر جمعیت اردوگاه را به غرب و به اردوگاه‌هایی در داخل آلمان و اتریش فرستاد. نیروهای شوروی وارد اردوگاه شدند و در ۲۷ ژانویهٔ ۱۹۴۵، روزی که از سال ۲۰۰۵ به عنوان روز جهانی یادبود هولوکاست گرامی داشته می‌شود، آنجا را آزاد کردند. در دهه‌های پس از جنگ، بازماندگانی مانند پریمو لوی، ویکتور فرانکل، و الی ویزل خاطرات خود از تجربیاتشان را نوشتند و اردوگاه به نمادی برجسته از هولوکاست تبدیل شد. در سال ۱۹۴۷، لهستان موزهٔ ایالتی آشویتس-بیرکناو را در محل آشویتس ۱ و ۲ تأسیس کرد و در سال ۱۹۷۹ در فهرست میراث جهانی یونسکو ثبت شد. آشویتس محل بزرگ‌ترین قتل‌عام در یک مکان واحد در تاریخ است.

## پیش‌زمینه
ایدئولوژی نازیسم ترکیبی از «بهداشت نژادی»، اصلاح نژاد، یهودستیزی، پان‌ژرمنیسم و توسعه‌طلبی ارضی بود. ریچارد جی. ایوانز می‌نویسد که آدولف هیتلر و حزب ناسیونال سوسیالیست کارگران آلمان به شدت به «مسئلهٔ یهود» توجه داشتند. در دوران قبل و بعد از به قدرت رسیدن هیتلر در آلمان در سال ۱۹۳۳، اقدامات خشونت‌آمیز علیه یهودیان آلمانی به شدت رواج داشت، و قوانینی تصویب شد که آنها را از برخی حرفه‌ها، از جمله خدمات دولتی و حقوقی، کنار می‌گذاشت.
تحقیر و فشار اقتصادی، یهودیان را تشویق به ترک آلمان کرد؛ کسب‌وکارهایشان از دسترسی به بازارها محروم شدند، از تبلیغ در روزنامه‌ها منع شدند و از قراردادهای دولتی کنار گذاشته شدند. در ۱۵ سپتامبر ۱۹۳۵، رایشس‌تاگ قوانین نورنبرگ را تصویب کرد. یکی از این قوانین، قانون شهروندی رایش، شهروندی را برای کسانی که «خون آلمانی یا خویشاوندی دارند و با رفتار خود نشان می‌دهند که آماده و مناسب برای خدمت به مردم و رایش آلمان هستند» تعریف می‌کرد و قانون حمایت از خون آلمانی و ناموس آلمانی، ازدواج و روابط خارج از ازدواج بین کسانی که «خون آلمانی یا خویشاوندی» دارند و یهودیان را ممنوع می‌کرد.
وقتی که آلمان در سپتامبر ۱۹۳۹ به لهستان حمله کرد، باعث آغاز جنگ جهانی دوم شد. هیتلر دستور داد که رهبری و روشنفکری لهستان نابود شود. منطقهٔ اطراف آشویتس به رایش آلمان الحاق شد، ابتدا به عنوان بخشی از گائو سیلزی و از سال ۱۹۴۱ به عنوان قسمتی گائو سیلزی علیا. اردوگاه آشویتس در آوریل ۱۹۴۰ تأسیس شد، ابتدا به عنوان یک اردوگاه قرنطینه برای زندانیان سیاسی لهستانی. در ۲۲ ژوئن ۱۹۴۱، به منظور دستیابی به سرزمین‌های جدید، هیتلر به اتحاد جماهیر شوروی حمله کرد. اولین کشتن با گاز در آشویتس - از یک گروه از اسیران جنگی شوروی - در حدود اوت ۱۹۴۱ انجام شد. تا پایان آن سال، در آنچه که بیشتر مورخان آن را اولین مرحلهٔ هولوکاست می‌دانند، ۵۰۰٬۰۰۰ تا ۸۰۰٬۰۰۰ یهودی شوروی در تیراندازی‌های دسته‌جمعی توسط ترکیبی از آینزاتس‌گروپن، سربازان معمولی آلمانی و همکاران محلی کشته شدند. در کنفرانس وانزه در برلین در ۲۰ ژانویه ۱۹۴۲، راینهارت هایدریش راه حل نهایی را به نازی‌های ارشد توضیح داد، و از اوایل ۱۹۴۲ قطارهای باربری، یهودیان را از سراسر اروپای تحت اشغال آلمان نازی به اردوگاه‌های نابودی در لهستان از جمله: آشویتس، بلزک، خلمنو، مایدانک، سوبیبور و تربلینکا انتقال دادند. اکثر زندانیان بلافاصله پس از ورود با گاز کشته شدند.

## اردوگاه‌های آشویتس

### آشویتس ۱

#### گسترش
یک اردوگاه سابق جنگ جهانی اول برای کارگران موقت و بعداً سربازخانهٔ ارتش لهستان، آشویتس ۱ اردوگاه اصلی (Stammlager) و مقر اداری مجموعهٔ اردوگاهی بود. این محل برای اولین بار در فوریه ۱۹۴۰، در پنجاه کیلومتر (۳۱ مایل) جنوب غربی کراکوف، به عنوان اردوگاه قرنطینه برای زندانیان لهستانی توسط آرپاد ویگاند، بازرس زیشرهایتس‌پولیتسای (پلیس امنیت) و معاون اریش فون دم باخ-سلوسکی، رهبر اس‌اس و پلیس عالی برای سیلزی، پیشنهاد شد. ریشارد گلوکس، رئیس سازمان بازرسی اردوگاه‌های کار اجباری، والتر آیسفلد، فرماندهٔ سابق اردوگاه کار اجباری زاکسن‌هاوزن در ارانینبورگ را برای بازرسی به آنجا فرستاد. این اردوگاه حدود ۱٬۰۰۰ متر (۳٬۳۰۰ فوت) طول و ۴۰۰ متر (۱٬۳۰۰ فوت) عرض داشت، آشویتس در آن زمان شامل ۲۲ ساختمان آجری بود که هشت تای آن‌ها دو طبقه بودند. در سال ۱۹۴۳ یک طبقه به بقیهٔ ساختمان‌ها اضافه شد و هشت بلوک جدید ساخته شد.
رایشس‌فورر-اس‌اس هاینریش هیملر، رئیس اس‌اس، در آوریل ۱۹۴۰ بر اساس توصیهٔ اوبراشتورمبان‌فورر رودلف هوس از بازرسان اردوگاه، این محل را تأیید کرد. هوس توسعهٔ اردوگاه را نظارت می‌کرد و به عنوان اولین فرماندهٔ آن خدمت کرد. اولین ۳۰ زندانی در ۲۰ مه ۱۹۴۰ از اردوگاه زاکسن‌هاوزن وارد شدند. «مجرمان حرفه‌ای» (به آلمانی: Berufsverbrecher)، مردانی بودند که به عنوان «سبزها» (Grünen) به دلیل مثلث‌های سبز رنگ روی لباس زندانیشان شناخته می‌شدند. این گروه که به اردوگاه به عنوان کارمندان آورده شده بودند، نقش زیادی در استقرار خشونت اولیه در اردوگاه داشتند که به‌ویژه به سوی زندانیان لهستانی هدایت می‌شد تا زمانی که زندانیان سیاسی وظایف آن‌ها را به عهده گرفتند. بْرونو برودنِیویچ، اولین زندانی (که شمارهٔ سریال ۱ را دریافت کرد)، ارشد اردوگاه شد. دیگران موقعیت‌هایی مانند کاپو و ناظر بلوک را دریافت کردند.

#### اولین جابجایی جمعی
اولین جابجایی جمعی از ۷۲۸ زندانی سیاسی مرد لهستانی، از جمله کشیشان کاتولیک و یهودیان، در ۱۴ ژوئن ۱۹۴۰ از تارنوف وارد آشویتس ۱ شدند. به آن‌ها شمارهٔ سریالی بین ۳۱ تا ۷۵۸ داده شد. در نامه‌ای در ۱۲ ژوئیهٔ ۱۹۴۰، هوس به گلوکس اطلاع داد که جمعیت محلی «به شدت لهستانی هستند و آمادهٔ انجام هرگونه عملیات علیه مردان منفور اس‌اس می‌باشند». تا پایان سال ۱۹۴۰، اس‌اس زمین‌های اطراف اردوگاه را مصادره کرده و یک منطقهٔ ۴۰ کیلومتر مربعی (۱۵ مایل مربع) با عنوان «منطقهٔ مورد علاقه» (Interessengebiet) ایجاد کرد که توسط اس‌اس، گشتاپو و پلیس محلی گشت‌زنی می‌شد. تا مارس ۱۹۴۱، ۱۰٬۹۰۰ نفر در اردوگاه زندانی بودند که بیشتر آن‌ها لهستانی بودند.
اولین مواجههٔ زندانی با آشویتس، اگر ثبت نام شده و به‌طور مستقیم به اتاق‌های گاز فرستاده نمی‌شد، در مرکز پذیرش زندانیان نزدیک دروازه با علامت کار آزاد می‌کند بود، جایی که بر بدن آن‌ها تتو می‌شد، سرهایشان را می‌تراشیدند، ضدعفونی می‌شدند و یونیفرم راه‌راه زندانیان را دریافت می‌کردند. این مرکز که بین سال‌های ۱۹۴۲ و ۱۹۴۴ ساخته شد، شامل یک حمام، لباسشویی و ۱۹ اتاق گاز برای ضدعفونی کردن لباس‌ها بود. مرکز پذیرش زندانیان آشویتس ۱ به مرکز پذیرش بازدیدکنندگان موزهٔ ایالتی آشویتس-بیرکناو تبدیل شد.

#### کورهٔ شمارهٔ ۱، اولین گازها
ساخت کورهٔ شمارهٔ ۱ در آشویتس ۱ از پایان ژوئن یا اوایل ژوئیهٔ ۱۹۴۰ آغاز شد. این کوره در ابتدا برای کشتار جمعی در نظر گرفته نشده بود بلکه برای زندانیانی بود که اعدام شده یا به هر طریق دیگری در اردوگاه مرده بودند. کوره از اوت ۱۹۴۰ تا ژوئیهٔ ۱۹۴۳ در حال فعالیت بود که در آن زمان کوره‌های موجود در آشویتس ۲ کار را به عهده گرفتند. تا مه ۱۹۴۲ سه اجاق در کورهٔ شمارهٔ ۱ نصب شده بود که با هم می‌توانستند ۳۴۰ بدن را در ۲۴ ساعت بسوزانند.
اولین آزمایش گاز زنی در حدود اوت ۱۹۴۱ صورت گرفت، زمانی که کارل فریچ، به دستور رودولف هس، گروهی از اسیران جنگی شوروی را با ریختن کریستال‌های سایکلون ب به داخل سلول زیرزمینی آنها در بلوک ۱۱ آشویتس ۱ به قتل رساند. گروه دومی از ۶۰۰ اسیر جنگی شوروی و حدود ۲۵۰ زندانی بیمار لهستانی در تاریخ ۳–۵ سپتامبر گاز زده شدند. سردخانه سپس به یک اتاق گاز تبدیل شد که قادر به نگهداری حداقل ۷۰۰–۸۰۰ نفر بود. سایکلون ب از طریق شکاف‌های سقف به اتاق ریخته می‌شد.

#### اولین جابجایی جمعی یهودیان
تاریخ‌نگاران در مورد تاریخ آغاز جابجایی همهٔ یهودیان به آشویتس اختلاف نظر دارند. در کنفرانس وانزه در برلین در ۲۰ ژانویهٔ ۱۹۴۲، رهبری نازی‌ها برنامه‌های خود را برای راه حل نهایی با زبان و الفاظ ملایم بیان کرد. طبق گفتهٔ فرانسیشک پایپر، فرماندهٔ آشویتس، رودلف هوس پس از جنگ روایت‌های متناقضی ارائه داد که نشان می‌دهد نابودی یهودیان از دسامبر ۱۹۴۱، ژانویهٔ ۱۹۴۲ یا پیش از تأسیس کمپ زنان در مارس ۱۹۴۲ آغاز شده است. در کتاب فرمانده در آشویتس نوشت: «در بهار ۱۹۴۲ اولین حملات یهودیان که همگی برای نابودی تعیین شده بودند، از سیلزی علیا به آشویتس رسیدند». در ۱۵ فوریهٔ ۱۹۴۲، طبق گفتهٔ دانوتا چک، حمل و نقل یهودیان از بویتن (بیتوم، لهستان) به آشویتس ۱ رسید و بلافاصله به اتاق گاز فرستاده شد. در سال ۱۹۹۸ یک شاهد عینی گفت که قطار شامل «زنان بویتن» بود. سائول فریدلاندر نوشت که یهودیان بویتن از اردوگاه‌های کار سازمان اشملت بودند و غیرقابل استفاده برای کار شناخته شده بودند. طبق گفتهٔ کریستوفر براونینگ، یهودیانی که برای کار مناسب نبودند، از پاییز ۱۹۴۱ به اتاق گاز در آشویتس فرستاده می‌شدند. شواهد این جابجایی و حملهٔ فوریهٔ ۱۹۴۲ در سال ۲۰۱۵ توسط نیکولاس واچسمن به چالش کشیده شد.
حدود ۲۰ مارس ۱۹۴۲، طبق گفتهٔ دانوتا چک، جابجایی یهودیان لهستانی از سیلزی و زگلبی دامبرووسکی به‌طور مستقیم از ایستگاه به اتاق گاز آشویتس ۲ که تازه شروع به کار کرده بود، انجام شد. در ۲۶ و ۲۸ مارس دو جابجایی یهودیان اسلواکی به عنوان زندانی در کمپ زنان ثبت شدند و برای کار اجباری نگهداری شدند؛ این جابجایی‌ها اولین حملاتی بودند که توسط آدولف آیشمن و ادارهٔ امنیت رایش سازماندهی شده بودند. در ۳۰ مارس اولین حمل و نقل ادارهٔ امنیت رایش از فرانسه رسید. «انتخاب»، جایی که ورود جدیدها برای کار یا اتاق گاز انتخاب می‌شد، در آوریل ۱۹۴۲ آغاز شد و از ژوئیه به‌طور منظم برگزار می‌شد. پایپر می‌نویسد که این نشان‌دهندهٔ افزایش نیاز آلمان به نیروی کار بود. کسانی که برای کار غیرمناسب شناخته می‌شدند، بدون ثبت‌نام به عنوان زندانی، در اتاق گاز کشته می‌شدند.
در مورد تعداد یهودیانی که در آشویتس ۱ در اتاق گاز کشته شدند نیز اختلاف نظر وجود دارد. پری براد، در کتاب SS-Unterscharführer نوشت که «انتقال‌داده‌شدگان بعد از حمل و نقل در کورهٔ آشویتس [۱] ناپدید می‌شدند». در نظر فیلیپ مولر، یکی از زوندرکماندوهای آشویتس ۱، ده‌ها هزار یهودی از فرانسه، هلند، اسلواکی، سیلزی علیا و یوگسلاوی کشته شدند، همچنین از گتوی ترزینشتات، چیخانوف، و گروتنو. در مقابل ژان-کلود پرساک برآورد کرده است که حداکثر ۱۰٬۰۰۰ نفر در آشویتس ۱ کشته شدند. آخرین زندانیان که در آنجا در دسامبر ۱۹۴۲ کشته شدند، حدود ۴۰۰ نفر از اعضای Sonderkommando آشویتس ۲ بودند که مجبور به حفاری و سوزاندن باقی‌ماندهٔ گورهای دسته‌جمعی آن کمپ شدند که بیش از ۱۰۰٬۰۰۰ جسد در آن‌ها دفن بود.

### آشویتس ۲-بیرکناو

#### ساخت‌وساز
پس از بازدید از آشویتس ۱ در مارس ۱۹۴۱، به نظر می‌رسد که هاینریش هیملر دستور گسترش اردوگاه را صادر کرده است، اگرچه پیتر هایز اشاره می‌کند که در ۱۰ ژانویهٔ ۱۹۴۱، مقاومت لهستانی به دولت در تبعید لهستان در لندن گزارش داد: «اردوگاه کار اجباری آشویتس … در حال حاضر می‌تواند حدود ۷٬۰۰۰ زندانی را در خود جای دهد، و قرار است بازسازی شود تا حدود ۳۰٬۰۰۰ نفر را در خود جای دهد». ساخت آشویتس۲-بیرکناو—که در نقشه‌ها به‌عنوان Kriegsgefangenenlager (اردگاه اسیران جنگی) نام‌گذاری شده بود—در اکتبر ۱۹۴۱ در بریژینکا، حدود سه کیلومتر دورتر از آشویتس ۱، آغاز شد. طرح اولیه این بود که آشویتس ۲ شامل چهار بخش (Bauabschnitte I–IV) باشد که هرکدام شامل شش زیراردوگاه (BIIa–BIIf) با دروازه‌ها و حصارهای خود باشند. دو بخش اول تکمیل شدند (بخش BI ابتدا اردوگاه قرنطینه بود)، اما ساخت بخش BIII در ۱۹۴۳ آغاز شد و در آوریل ۱۹۴۴ متوقف شد، و طرح بخش BIV رها شد.
کارل بیشاف معمار، رئیس ساخت‌وساز بود. بر اساس بودجهٔ اولیهٔ ۸٫۹ میلیون مارک رایش، طرح‌های او پیش‌بینی می‌کرد که هر پادگان ۵۵۰ زندانی را در خود جای دهد، اما بعدها این تعداد را به ۷۴۴ نفر برای هر پادگان تغییر داد، که به این معنا بود که اردوگاه می‌توانست ۱۲۵٬۰۰۰ نفر را به‌جای ۹۷٬۰۰۰ نفر در خود جای دهد. ۱۷۴ پادگان وجود داشت، هرکدام با ابعاد ۳۵٫۴ در ۱۱٫۰ متر (۱۱۶ در ۳۶ فوت)، که به ۶۲ بخش ۴ متر مربع (۴۳ فوت مربع) تقسیم شده بودند. بخش‌ها به «آشیانه‌ها» تقسیم شدند که ابتدا برای سه زندانی و بعدها برای چهار نفر طراحی شده بودند. با فضای شخصی ۱ متر مربع (۱۱ فوت مربع) برای خواب و قرار دادن هرگونه وسایل موجود، زندانیان از «حداقل فضایی که برای ادامهٔ حیات نیاز داشتند» محروم بودند، همان‌طور که روبرت-جان ون پلِت نوشت.
زندانیان مجبور بودند در پادگان‌ها زندگی کنند در حالی که آن‌ها را می‌ساختند؛ علاوه بر کار، آن‌ها با کارهای طولانی در شب روبرو بودند. به‌طور نتیجه، بیشتر زندانیان در BIb (اردوگاه مردان) در ماه‌های اول به دلیل هیپوترمی، گرسنگی یا خستگی در چند هفتهٔ اول مُردند. حدود ۱۰٬۰۰۰ اسیر جنگی شوروی بین ۷ تا ۲۵ اکتبر ۱۹۴۱ به آشویتس ۱ رسیدند، اما تا ۱ مارس ۱۹۴۲ تنها ۹۴۵ نفر ثبت‌نام شده بودند؛ آن‌ها به آشویتس ۲ منتقل شدند، جایی که بیشتر آن‌ها تا مه همان سال مردند.

#### کوره‌های آدم‌سوزی ۲–۵
اولین اتاق گاز در آشویتس ۲ تا مارس ۱۹۴۲ به بهره‌برداری رسید. در حدود ۲۰ مارس، یک انتقال جمعی از یهودیان لهستانی که توسط گشتاپو از سیلزی و زاگلنبی دامبروفسکی فرستاده شده بودند، مستقیماً از ایستگاه باربری اوش‌وینچیم به اتاق گاز آشویتس ۲ برده شدند و سپس در یک چمنزار نزدیک دفن شدند. اتاق گاز در جایی قرار داشت که زندانیان آن را «خانهٔ قرمز کوچک» می‌نامیدند (که توسط اس‌اس به عنوان «پناهگاه ۱» شناخته می‌شد)، یک کلبهٔ آجری که به یک تأسیسات گازدهی تبدیل شده بود؛ پنجره‌ها با آجر مسدود شده بودند و چهار اتاق آن به دو اتاق عایق‌شده تبدیل شدند، درهایی که بر روی آنها نوشته شده بود "Zur Desinfektion" («برای ضدعفونی»). کلبهٔ آجری دوم، «خانهٔ سفید کوچک» یا پناهگاه ۲، تا ژوئن ۱۹۴۲ تبدیل و عملیاتی شد. زمانی که هیملر در تاریخ ۱۷ و ۱۸ ژوئیهٔ ۱۹۴۲ از اردوگاه بازدید کرد، او یک نمایش از انتخاب یهودیان هلندی، قتل‌عام جمعی در اتاق گاز در پناهگاه ۲، و یک تور از محل ساخت اردوگاه آشویتس ۳، کارخانهٔ جدید ایی‌گه فاربن در حال ساخت در اردوگاه کار اجباری مونوویتس را مشاهده کرد. استفاده از پناهگاه‌های ۱ و ۲ در بهار ۱۹۴۳ متوقف شد، هنگامی که کوره‌های جدید ساخته شدند، هرچند پناهگاه ۲ در مه ۱۹۴۴ دوباره برای قتل یهودیان مجارستانی به کار گرفته شد. پناهگاه ۱ در سال ۱۹۴۳ تخریب شد و پناهگاه ۲ در نوامبر ۱۹۴۴.
طرح‌های کوره‌های ۲ و ۳ نشان می‌دهند که هر دو دارای یک اتاق کوره به ابعاد ۳۰ در ۱۱٫۲۴ متر (۹۸٫۴ در ۳۶٫۹ فوت) در طبقهٔ همکف، و یک اتاق لباس‌پوشی زیرزمینی به ابعاد ۴۹٫۴۳ در ۷٫۹۳ متر (۱۶۲٫۲ در ۲۶٫۰ فوت) و اتاق گاز به ابعاد ۳۰ در ۷ متر (۹۸ در ۲۳ فوت) بودند. اتاق‌های لباس‌پوشی دارای نیمکت‌های چوبی در امتداد دیوارها و گیره‌های شماره‌گذاری‌شده برای لباس‌ها بودند. قربانیان از این اتاق‌ها به یک راهروی باریک پنج‌متری هدایت می‌شدند، که در نهایت به فضایی می‌رسید که درب اتاق گاز از آنجا باز می‌شد. اتاق‌ها در داخل سفید بودند و نازل‌هایی به سقف نصب شده بودند تا شبیه به سر دوش‌ها به نظر برسند. ظرفیت روزانهٔ کوره‌ها (چند جسد می‌توانستند در یک دورهٔ ۲۴ ساعته سوزانده شوند) ۳۴۰ جسد در کورهٔ شمارهٔ ۱؛ ۱٬۴۴۰ جسد در هر یک از کوره‌های ۲ و ۳؛ و ۷۶۸ جسد در هر یک از کوره‌های ۴ و ۵ بود. تا ژوئن ۱۹۴۳ همهٔ چهار کوره عملیاتی شدند، اما کورهٔ شمارهٔ ۱ پس از ژوئیه ۱۹۴۳ دیگر استفاده نشد. این موضوع ظرفیت روزانهٔ کل را به ۴٬۴۱۶ جسد رساند، هرچند با بارگذاری سه تا پنج جسد در هر بار، سوندرکوماندو قادر بودند روزانه حدود ۸٬۰۰۰ جسد را بسوزانند. این ظرفیت حداکثری به ندرت نیاز بود؛ میانگین سوزاندن جسدها بین سال‌های ۱۹۴۲ و ۱۹۴۴ روزانه ۱٬۰۰۰ جسد بود.

### آشویتس ۳–مونوویتس

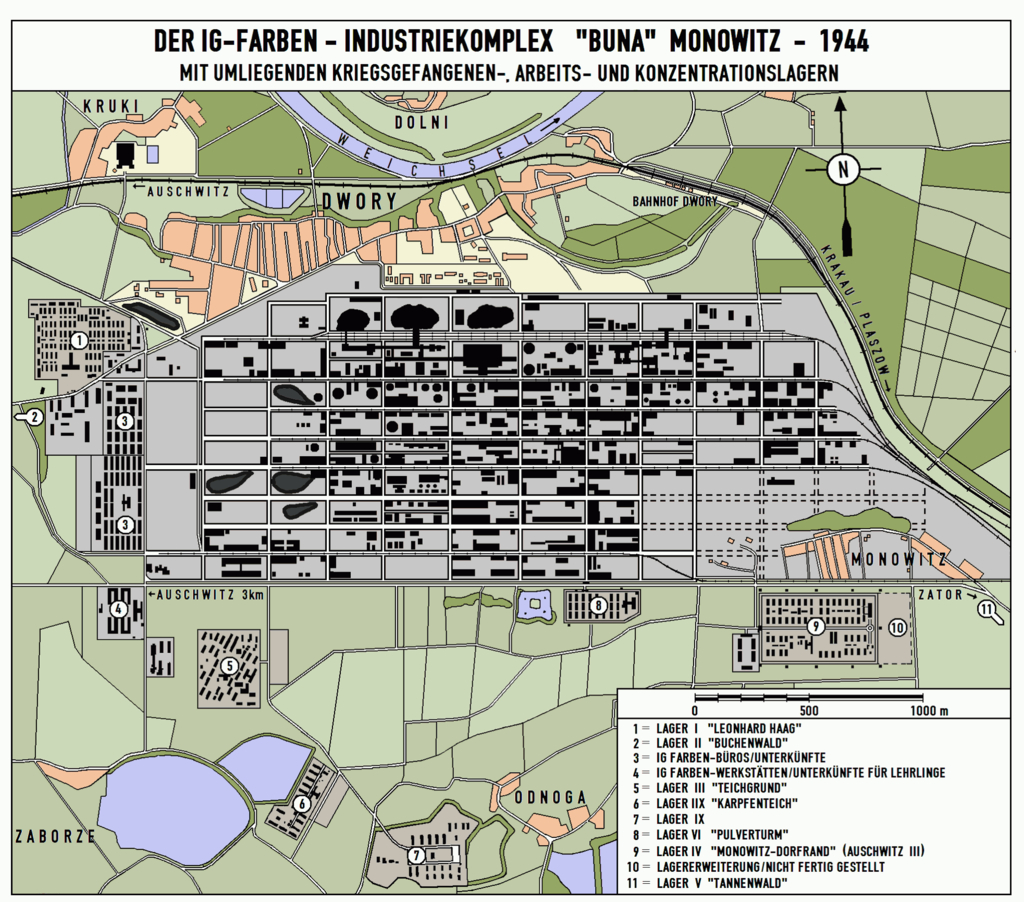
نقشهٔ تفصیلی از اردوگاه کار اجباری مونوویتس، و اردوگاه‌های فرعی اطراف

پس از بررسی چندین مکان برای احداث یک کارخانهٔ جدید برای تولید لاستیک نیتریل، نوعی لاستیک مصنوعی که برای عملیات‌های جنگی ضروری بود، شرکت شیمیایی آلمانی ایی‌گه فاربن یک مکان نزدیک به شهرهای دِوُری و مونوویتس (به آلمانی: Monowitz) را انتخاب کرد که حدود ۷ کیلومتر (۴٫۳ مایل) شرق آشویتس ۱ قرار داشت. معافیت‌های مالیاتی برای شرکت‌هایی که آمادگی داشتند در مناطق مرزی طبق قانون کمک‌های مالی شرقی، که در دسامبر ۱۹۴۰ تصویب شد، صنایع را توسعه دهند، در دسترس بود. علاوه بر نزدیکی به اردوگاه کار اجباری، که منبعی از نیروی کار ارزان بود، این مکان دارای اتصالات راه‌آهن خوب و دسترسی به مواد اولیه نیز بود. در فوریهٔ ۱۹۴۱، هیملر دستور داد که جمعیت یهودی اوش‌وینچیم اخراج شوند تا جایی برای کارگران ماهر فراهم شود؛ که تمام لهستانی‌های قادر به کار در شهر بمانند و در ساخت کارخانه مشغول شوند؛ و که زندانیان آشویتس در کار ساخت و ساز به کار گرفته شوند.
زندانیان آشویتس از آوریل ۱۹۴۱ در کارخانه‌ای که به نام بونا ورکه و آگ-آشویتس شناخته می‌شد، شروع به کار کردند و خانه‌ها در مونوویتس را برای ساخت آن تخریب کردند. در ماه مه، به دلیل کمبود کامیون، چند صد نفر از آنها هر روز دو بار از ساعت ۳ صبح برای رفتن به آنجا از آشویتس ۱ پیاده می‌رفتند. به دلیل آنکه صف طولانی از زندانیان خسته که از طریق شهر اوش‌وینچیم می‌رفتند ممکن بود به روابط آلمان و لهستان آسیب بزند، به زندانیان گفته شد که هر روز اصلاح کنند، تمیز باشند و در هنگام راه رفتن آواز بخوانند. از اواخر ژوئیه، آنها با قطار بر روی واگن‌های باربری به کارخانه منتقل شدند. با توجه به دشواری جابجایی آنها، از جمله در زمستان، ایی‌گه فاربن تصمیم گرفت که یک اردوگاه در نزدیکی کارخانه بسازد. اولین زندانیان در ۳۰ اکتبر ۱۹۴۲ به آنجا منتقل شدند. این اردوگاه که به KL Auschwitz III–Aussenlager (زیر اردوگاه آشویتس ۳) و بعدها به اردوگاه کار اجباری مونوویتس شناخته شد، اولین اردوگاهی بود که توسط بخش خصوصی تأمین مالی و ساخته شد.

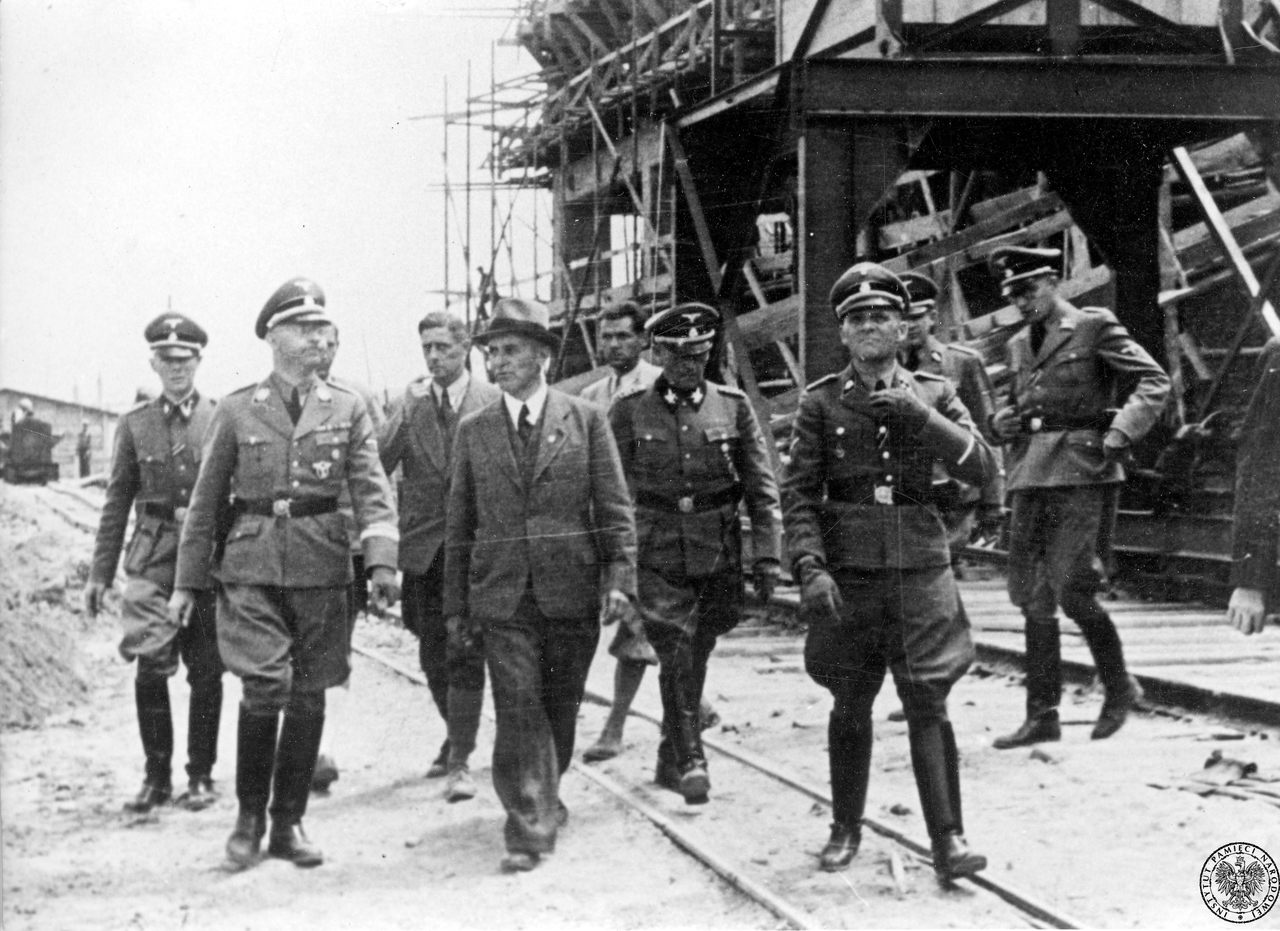
هاینریش هیملر (دوم از چپ) از کارخانه ایی‌گه فاربن در آشویتس ۳ بازدید می‌کند، ژوئیهٔ ۱۹۴۲.

این اردوگاه که اندازه‌اش ۲۷۰ در ۴۹۰ متر (۸۹۰ در ۱٬۶۱۰ فوت) بود، بزرگتر از آشویتس ۱ بود. تا پایان سال ۱۹۴۴، این اردوگاه شامل ۶۰ پادگان بود که هرکدام اندازه‌ای معادل ۱۷٫۵ در ۸ متر (۵۷ در ۲۶ فوت) داشتند و هر کدام یک اتاق روز و یک اتاق خواب شامل ۵۶ تخت چوبی سه طبقه داشتند. ایی‌گه فاربن به اس‌اس سه یا چهار رایشس‌مارک برای شیفت‌های ۹ تا ۱۱ ساعته از هر کارگر پرداخت می‌کرد. در سال‌های ۱۹۴۳–۱۹۴۴، حدود ۳۵٬۰۰۰ زندانی در این کارخانه کار می‌کردند؛ ۲۳٬۰۰۰ نفر (به‌طور متوسط ۳۲ نفر در روز) به دلیل سوءتغذیه، بیماری و فشار کار کشته شدند. پیتر هایز می‌نویسد که در مدت سه تا چهار ماه از حضور در اردوگاه، زندانیان «به اسکلت‌های متحرک تبدیل شدند». مرگ‌ها و انتقال‌ها به اتاق‌های گاز در آشویتس ۲ جمعیت اردوگاه را تقریباً هر ماه به یک پنجم کاهش می‌داد. مدیران سایت به‌طور مداوم زندانیان را با اتاق‌های گاز تهدید می‌کردند و بوی دود از کوره‌های آدم‌سوزی در آشویتس ۱ و ۲ فضای اردوگاه را پر کرده بود.اگرچه انتظار می‌رفت کارخانه در سال ۱۹۴۳ شروع به تولید کند، کمبود نیروی کار و مواد خام باعث شد که شروع تولید بارها به تعویق بیفتد. متفقین در سال ۱۹۴۴ این کارخانه را در ۲۰ اوت، ۱۳ سپتامبر، ۱۸ دسامبر و ۲۶ دسامبر بمباران کردند. در ۱۹ ژانویهٔ ۱۹۴۵، اس‌اس دستور داد که سایت تخلیه شود و ۹٬۰۰۰ زندانی، بیشتر آنها یهودی، به یک راهپیمایی مرگ به اردوگاه فرعی آشویتس در گلیویتسه فرستاده شدند. از گلیویتسه، زندانیان با قطار در واگن‌های باربری باز به اردوگاه‌های کار اجباری اردوگاه بوخن‌والت و ماوتهاوزن منتقل شدند. ۸۰۰ زندانی که در بیمارستان مونوویتس باقی مانده بودند، به همراه سایرین در ۲۷ ژانویهٔ ۱۹۴۵ توسط جبههٔ اول اوکراینی ارتش سرخ آزاد شدند.

### اردوگاه‌های فرعی
چندین شرکت صنعتی آلمانی دیگر، مانند کروپ و زیمنس-شوکرت، کارخانه‌هایی با اردوگاه‌های فرعی برای خود ساختند. حدود ۲۸ اردوگاه در نزدیکی کارخانه‌های صنعتی وجود داشت که هر کدام صدها یا هزاران زندانی را در خود جای داده بودند. اردوگاه‌ها تحت عنوان‌های آوسن‌لاگر (به آلمانی: Aussenlager) (اردوگاه خارجی)، نِبِن‌لاگر (به آلمانی: Nebenlager) (اردوگاه توسعه‌ای)، آربایتس‌لاگر (به آلمانی: Arbeitslager) (اردوگاه کار)، یا آوسن‌کوماندو (به آلمانی: Aussenkommando) (گروه کاری خارجی) شناخته می‌شدند، اردوگاه‌ها در مکان‌هایی همچون بلِخ‌هامر، یاویشوویتسه، یاورزنو، لاگیشه، مسووویتسه، چبینیا، و حتی در بوهم و موراویا در چکسلواکی ساخته شدند. صنایع با اردوگاه‌های اقماری شامل معادن زغال‌سنگ، ریخته‌گری‌ها و سایر کارگاه‌های فلزی، و کارخانه‌های شیمیایی بودند. زندانیان همچنین مجبور به کار در جنگل و انجام امور کشاورزی می‌شدند. برای مثال، ویرت‌شافت‌شوف بودی، در روستای پولندی بودی نزدیک برژشچه، یک اردوگاه کوچک کشاورزی بود که در آن زندانیان ۱۲ ساعت در روز در زمین‌ها کار می‌کردند، به حیوانات رسیدگی می‌کردند و با مخلوط کردن خاکستر انسانی از کوره‌ها با چمن و کود، کمپوست می‌ساختند. حوادث خرابکاری برای کاهش تولید در چندین اردوگاه فرعی رخ داد، از جمله شارلوتن‌گروبه، گلیویتسهٔ ۲, و راجسکو. شرایط زندگی در برخی از اردوگاه‌ها آن‌قدر بد بود که به‌عنوان اردوگاه‌های فرعی مجازات در نظر گرفته می‌شدند.

## برآورد قربانیان و زندانیان
حداقل ۱٫۳ میلیون نفر بین سال‌های ۱۹۴۰ تا ۱۹۴۵ به اردوگاه آشویتس فرستاده شدند و حداقل ۱٫۱ میلیون نفر در آنجا جان باختند. ۴۰۰٬۲۰۷ زندانی در این اردوگاه ثبت شدند: ۲۶۸٬۶۵۷ مرد و ۱۳۱٬۵۶۰ زن. در یک مطالعه در اواخر دهه ۱۹۸۰ توسط فرانسیسزک پایپر، مورخ لهستانی که در سال ۱۹۹۱ توسط یادواشم منتشر شد، با استفاده از زمان‌بندی ورود قطارها و سوابق اخراج‌ها، محاسبه شد که از ۱٫۳ میلیون نفری که به این اردوگاه فرستاده شدند، ۱٬۰۸۲٬۰۰۰ نفر در آنجا جان باخته‌اند. پایپر این رقم را (که به ۱٫۱ میلیون نفر گرد شده است) حداقل قربانیان در نظر گرفت. این رقم به‌طور گسترده پذیرفته شد.
نازی‌ها سعی داشتند تعداد قربانیان را پنهان کنند. در ژوئیه ۱۹۴۲، بنا بر خاطرها پس از جنگ رودلف هوس، او از هینریش هیملر، از طریق دفتر آدولف آیشمن و فرمانده اس اس پاول بلوبل، دستور دریافت کرد که «همه گورهای دسته جمعی باید باز شده و اجساد سوزانده شوند. علاوه بر این، خاکستر باید به گونه‌ای دفع شود که در آینده محاسبه تعداد اجساد سوزانده شده امکان‌پذیر نباشد.»
برآوردهای اولیه از شمار قربانیان بیشتر از برآورد پایپر بود. پس از آزادی اردوگاه، دولت شوروی در ۸ مه ۱۹۴۵ اعلام کرد که چهار میلیون نفر در این محل کشته شده‌اند، رقمی که بر اساس ظرفیت کوره‌های آدم سوزی ارائه شده بود. هوس به دادستان‌های نورنبرگ گفت که حداقل ۲٬۵۰۰٬۰۰۰ نفر در آنجا با گاز کشته شده‌اند و ۵۰۰٬۰۰۰ نفر دیگر نیز از گرسنگی و بیماری جان باخته‌اند. او شهادت داد که رقم بیش از دو میلیون را از آیشمن شنیده بود.
تا سال ۱۹۹۰ میلادی تابلویی در ورودی اردوگاه آشویتس توسط دولت لهستان نصب شده بود که شمار کشته‌شدگان در این اردوگاه را چهار میلیون نفر عنوان می‌کرد. در این سال، تابلوی جدیدی در محل گذاشته شد که تعداد کشته‌شدگان را عدد دقیق‌تر یک و نیم میلیون نفر معرفی کرد.

## آزادسازی
اردوگاه آشویتس توسط ارتش سرخ اتحاد جماهیر شوروی سوسیالیستی آزاد شد. روز ۲۷ ژانویه، سالروز آزادسازی اردوگاه مرگ آشویتس است. ارتش سرخ شوروی، صبح سیزدهم ژانویه بزرگ‌ترین لشکرکشی خود را به راه انداخت. جنگ در جبهه‌ای به عرض ۱۰۰۰ کیلومتر جریان پیدا کرد؛ تا سرانجام در بعد از ظهر روز شنبه، ۲۷ ژانویه ۱۹۴۵ میلادی؛ اردوگاه آزاد شد. سرگرد آناتولی شاپیرو، یک یهودی اوکراینی، فرماندهی گردانی را داشت که وارد اردوگاه شد.

## بعد از جنگ
در سال ۱۹۷۹ میلادی، سازمان یونسکو، این اردوگاه را به عنوان «نماد بیرحمی انسانی نسبت به هم‌نوعان خود در قرن بیستم»، در فهرست میراث جهانی یونسکو قرار داد.
امروزه مجتمع سه‌گانه اردوگاه آشویتس به صورت شاهد تاریخ جهت بازدید جهانگردان از سراسر جهان درآمده است. شعار معروف آلمانی «کار شما را آزاد خواهد کرد» (ARBEIT MACHT FREI) به صورت یادگاری از آن دوران هنوز بر سر در معروف اردوگاه آشویتس به جای مانده است. (تصویر روبرو).

## یادداشت
1. ↑  قانون احیای خدمات مدنی، که در ۷ آوریل ۱۹۳۳ تصویب شد، اکثر یهودیان را از حرفه‌های حقوقی و خدمات دولتی محروم کرد. قوانین مشابه همچنین حقوق یهودیان در حرفه‌های دیگر را برای ادامهٔ فعالیت سلب کرد.[۱۳]
2. ↑  دانوته چخ (آشویتس ۱۹۴۰-۱۹۴۵، جلد ۵، موزه ایالتی آشویتس-بیرکناو، ۲۰۰۰): «۱۴ ژوئن [۱۹۴۰]: اولین حمل و نقل زندانیان سیاسی لهستانی از زندان تارنوف وارد شد: ۷۲۸ مرد که به دستور فرمانده سیپو و اس‌دی (پلیس امنیت و سرویس امنیت) در کراکوف به آشویتس فرستاده شدند. به این زندانیان شماره سریالی بین ۳۱ تا ۷۵۸ داده شد. این حمل و نقل شامل بسیاری از مردان جوان و سالم بود که برای خدمت نظامی مناسب بودند و هنگام تلاش برای عبور از مرز جنوبی لهستان برای پیوستن به نیروهای مسلح لهستانی که در فرانسه تشکیل شده بودند، دستگیر شدند. برگزارکنندگان این عملیات مهاجرت غیرقانونی نیز در این حمل و نقل بودند، همراه با سازمان‌دهندگان مقاومت، فعالان سیاسی و اجتماعی، اعضای روشنفکری لهستان، کشیشان کاتولیک و یهودیان، که در عملیات 'AB' (Außerordentliche Befriedungsaktion) دستگیر شدند که توسط هانس فرانک در بهار ۱۹۴۰ سازماندهی شده بود. هم‌زمان، ۱۰۰ نفر دیگر از نیروهای اس‌اس—افسران و سربازان اس‌اس—برای تقویت گارد اردوگاه فرستاده شدند.»[۲۹]
3. ↑  فرانچیژک پیپر می‌نویسد که، طبق شهادت‌های پس از جنگ از چندین زندانی، و همچنین از رودلف هس (فرمانده آشویتس از مه ۱۹۴۰)، اتاق گاز در آشویتس ۱ می‌توانست ۱٬۰۰۰ نفر را در خود جای دهد.[۳۵]
4. ↑  دانوتا چک (آشویتس ۱۹۴۰–۱۹۴۵، جلد پنجم، ۲۰۰۰): «۲۶ مارس ۱۹۴۲: نهصد و نود و نه زن یهودی از پوپراد در اسلواکی رسیدند و شماره‌های ۱۰۰۰ تا ۱۹۹۸ به آن‌ها اختصاص داده شد. این اولین حمل و نقل ثبت‌شده‌ای بود که توسط ادارهٔ امنیت رایش IV B4 (ادارهٔ یهودی، تحت هدایت SS-Obersturmbannführer آدولف آیشمن) به آشویتس ارسال شد.»[۴۶]

## مطالعهٔ بیشتر
- تادئوش بوروفسکی (1992) [1976]. This Way for the Gas, Ladies and Gentlemen. Trans. from the Polish by Barbara Vedder. East Rutherford: Penguin Books. شابک ‎۰-۱۴-۰۱۸۶۲۴-۷
- Glenday, James (23 February 2018). "Life next to the world's most notorious concentration camp". ABC News (Australia). Archived from the original on 15 February 2021. Retrieved 25 February 2018.
- Huener, Jonathan (2003). Auschwitz, Poland, and the Politics of Commemoration, 1945–1979. Athens: Ohio University Press. ISBN 0-8214-1506-9.
- Pilecki, Witold (2012). The Auschwitz Volunteer: Beyond Bravery. Trans. from the Polish by Jarek Garlinski. Los Angeles: Aquila Polonica. شابک ‎۹۷۸-۱-۶۰۷۷۲-۰۱۰-۲
- Polish Ministry of Information (1942). The Black Book of Poland. New York: G.P. Putnam's Sons. pp. 87–88. OCLC 489805.
- Raczyński, Edward (1941). German Occupation of Poland, Extract of note addressed to the allied and neutral powers (به انگلیسی). London and New York: Republic of Poland Ministry of Foreign Affairs, Greystone Press.
- Trial of the Major War Criminals before the International Military Tribunal بایگانی‌شده  در ۲۸ ژوئن ۲۰۱۱ توسط Wayback Machine. Nuremberg, ۱۴ نوامبر ۱۹۴۵ – 1 October 1946.